# Alza una gamba e balla!
Alza una gamba e balla! è un cortometraggio muto 
italiano del 1912 diretto da Mario Morais.